# Tiếng Lự
Tiếng Lự hay tiếng Tày Lự, 
Tiếng Thái Lặc (chữ Tày Lự: ᨣᩴᩣᨴᩱᩭᩃᩧ᩶, Chữ Tày Lự Mới: ᦅᧄᦺᦑᦟᦹᧉ, kam tai lue, [kâm.tâj.lɯ̀], tiếng Trung: 傣仂语; bính âm: Dǎilèyǔ; tiếng Thái: ภาษาไทลื้อ, phát âm tiếng Thái: [pha xả thay lừ], tiếng Lào: ລື້) là ngôn ngữ của người Lự (Tai Lue), thuộc ngữ chi Thái, được nói bởi chừng 500.000 người tại Nam Trung Quốc và Đông Trung Quốc. Hiện có khoảng 280.000 người Lự tại Trung Quốc (Vân Nam), 200.000 người ở Myanmar, 134.000 người ở Lào, 83.000 người ở Thái Lan, và 4.960 người ở Việt Nam. Ngôn ngữ này tương tự với các ngôn ngữ Thái khác và rất gần với tiếng Bắc Thái. Ở Trung Quốc, nó hiện diện tại châu tự trị dân tộc Thái Tây Song Bản Nạp, cũng như huyện tự trị dân tộc Di-Cáp Nê Giang Thành thuộc Phổ Nhĩ.
Ở Việt Nam, người Lự được công nhận là một trong số 54 dân tộc Việt Nam . Ở Trung Quốc họ được xếp vào dân tộc Thái, cùng với các dân tộc nói ngôn ngữ Thái khác nhưng trừ người Tráng.

## Ngữ âm
Tiếng Lự có 21 phụ âm đầu âm tiết, 9 phụ âm cuối âm tiết và sáu thanh (ba thanh ở âm tiết khép, cả sáu ở những âm tiết khác).

### Phụ âm

#### Phụ âm đầu
|          |           | Môi  | Chân răng | Vòm | Ngạc mềm | Thanh hầu |
| -------- | --------- | ---- | --------- | --- | -------- | --------- |
| Mũi      | Mũi       | [m]  | [n]       |     | [ŋ]      |           |
| Tắc      | thường    | [p]  | [t]       |     | [k]      | [ʔ]       |
| Tắc      | bật hơi   | [pʰ] | [tʰ]      |     |          |           |
| Tắc      | hữu thanh | [b]  | [d]       |     |          |           |
| Tắc      | môi hóa   |      |           |     | [kʷ]     |           |
| Tắc xát  | Tắc xát   |      | [ts]      |     |          |           |
| Xát      | vô thanh  | [f]  | [s]       |     | [x]      | [h]       |
| Xát      | hữu thanh | [v]  |           |     |          |           |
| Xát      | môi hóa   |      |           |     | [xʷ]     |           |
| Tiếp cận | Tiếp cận  |      | [l]       | [j] |          |           |

Hai âm đầu ts- và s- được vòm hóa trước nguyên âm trước (trong ngôn ngữ này là i, e) và ɛ), và lần lượt trở thành tɕ- và ɕ-. Ví dụ, /tsíŋ/ "cứng" và /si᷄p/ "mười" được phát âm lần lượt là [tɕiŋ˥] và [ɕip˧˥].

#### Phụ âm cuối
|          | Môi | Chân răng | Vòm | Ngạc mềm | Thanh hầu |
| -------- | --- | --------- | --- | -------- | --------- |
| Mũi      | [m] | [n]       |     | [ŋ]      |           |
| Tắc      | [p] | [t]       |     | [k]      | [ʔ]       |
| Tiếp cận | [w] |           | [j] |          |           |

### Nguyên âm
| Trước | Giữa-sau | Sau |
| ----- | -------- | --- |
| /i/   | /ɨ/~/ɯ/  | /u/ |
| /e/   | /ə/~/ɤ/  | /o/ |
| /ɛ/   | /a/ /aː/ | /ɔ/ |

Tiếng Lự gồm 2 thanh âm ngắn (xiếng xăn -เสียงสั้น) và thanh âm dài (xiếng yao - เสียงยาว)

## Unicode

Bảng Unicode chữ Tày Lự mới
[https://www.unicode.org/charts/PDF/U1980.pdf Official Unicode Consortium code chart. Version 12.1